# Golan Trevize
 (juin 2008).
Si vous disposez d'ouvrages ou d'articles de référence ou si vous connaissez des sites web de qualité traitant du thème abordé ici, merci de compléter l'article en donnant les références utiles à sa vérifiabilité et en les liant à la section « Notes et références ».
Golan Trevize est un personnage de fiction, l'un des personnages centraux des deux derniers romans du Cycle de Fondation, d'Isaac Asimov : Fondation foudroyée et Terre et Fondation.
Golan Trevize est un ancien officier de la Marine de la Fondation, ce qui lui vaut, à ses yeux et à ceux de Janov Pelorat, la qualification de « baroudeur de l'espace ».
Il a accédé au poste de Conseiller de la Fondation, le plus haut rang politique sur Terminus, avant le poste de Maire, occupé par Harlan Branno.

## Fondation foudroyée
Dès le début de Fondation foudroyée, Golan Trevize dévoile à son ami Munn Li Compor son idée que la Seconde Fondation n'a pas disparu et qu'elle œuvrerait encore en secret, en manipulant les habitants de Terminus. Ce dernier le trahit et il est arrêté par la maire Harlan Branno.
Plus tard, Golan Trevize a l'occasion de discuter avec la maire, qui a demandé à le rencontrer. Il justifie ses positions par la troublante proximité entre le dialogue de la maire et le discours d'Hari Seldon. Selon lui, ce ne peut être que le fait des mentalistes de la Seconde Fondation, et il suggère leur neutralisation par des moyens techniques. Harlan Branno le surprend alors en lui déclarant que la Première Fondation dispose d'un arsenal d'armes et d'objets de défense contre la Seconde Fondation, et qu'elle pense elle-même qu'il a raison, mais qu'on ne peut le clamer tout haut au conseil de peur d'attirer l'attention des mentalistes. 
Elle lui confie alors un vaisseau gravitique de dernière génération dirigé par un ordinateur directement relié au cerveau, réagissant donc à la pensée, dans l'espoir qu'il trouve la Seconde Fondation grâce à son don de décision : une sorte d'intuition surdéveloppée, soit la capacité de lier des éléments pour trouver une solution. Il voyagera dans la Galaxie avec un historien du nom de Janov Pelorat, éminent spécialiste des mythes et légendes.
Grâce à cette capacité, Golan Trevize est capable de réaliser le bon choix avec des données paraissant insuffisantes.
C'est pour cela que Gaïa l'appelle à lui : elle entend qu'il fasse le choix entre trois avenirs possibles pour la Galaxie :
- Le Second Empire Galactique selon la Première Fondation, fondé sur les passions, très semblable au premier empire galactique. Il serait vraisemblablement un lieu d'opposition d'intérêts, et serait guetté par la guerre.
- Le Second Empire Galactique selon la Seconde Fondation, fondé sur la raison, tel que l'avait imaginé Hari Seldon. Froid et indétrônable, il serait orienté par les membres de la Seconde Fondation qui tireraient les ficelles derrière la Première Fondation.
- Le Second Empire Galactique selon Gaïa, Galaxia : un tout unique, une seule conscience globale, un super-organisme à l'échelle galactique.